# Федір Мохнацький
Федір Мохнацький (1766, Перемишльська єпархія — 3 лютого 1822, м. Львів) — український церковний та освітній діяч, ректор Генеральної семінарії греко-католицької церкви у Львові (1807—1813).

## Життєпис
Федір Мохнацький народився 1766 року в Перемишльській єпархії. 26 серпня 1787 року прийнятий до Львівської духовної семінарії. Навчання закінчив 26 червня 1790 року. Після священничих свячень був парохом і крилошанином у Перемишлі. 
6 серпня 1808 року став ректором Львівської генеральної семінарії. Під час його ректорату наприкінці 1809 року припинило існування Studium ruthenum. Після завершення каденції ректора 27 травня 1813 року став крилошанином-схоластиком відновленої львівської капітули. Проповідував підчас похорону митрополита Антіна Ангеловича.
Помер 3 лютого 1822 року у Львові.